# Anse-à-Veau
Anse-à-Veau (Haitianisch-Kreolisch: Ansavo) ist eine im Jahr 1721 gegründete haitianische Gemeinde im Département Nippes auf der Tiburon-Halbinsel in Haiti. Die Gemeinde ist der Hauptort des Bezirks (Arrondissement) Anse-à-Veau. Im Jahr 2015 betrug die Zahl der Einwohner 34.613.

## Geschichte
Anse-à-Veau wurde in den letzten Jahren der Haitianischen Revolution von 1800 bis 1804 zum Schauplatz von Aktivitäten Jean-Jacques Dessalines und Toussaint Louvertures, wobei auch der damals noch Seeverbindungen bietende Hafen des Ortes eine Rolle spielte (1801 war Anse-à-Veau einer von insgesamt nur neun Häfen der (noch) Kolonie, in dem Ein- und Ausfuhrhandel stattfand). Im Jahr 1803 nahm Oberst Geffrard (Vater des späteren Präsidenten Fabre Geffrard) den Franzosen Anse-à-Veau ab und wurde von Dessaline daraufhin zum Brigadegeneral befördert. Allerdings brachte die Kolonialmacht rasch mit überlegenen Kräften den Ort wieder in ihren Besitz.
Im 20. Jahrhundert erwies sich die geographische Lage der Gemeinde als schwerwiegender Nachteil für ihre weitere Entwicklung. Mit der schwindenden Bedeutung der Schifffahrt fehlte eine effiziente Verkehrsanbindung; die Straße von Port-au-Prince nach Jérémie wurde nie prioritär ausgebaut. In den Jahren 1915, 1949, 1956, 1963 und 1998 litt Anse-à-Veau existentiell unter schweren tropischen Wirbelstürmen, deren direkte und indirekte Auswirkungen vor allem für die Landwirtschaft vernichtend waren. Am 2. Oktober 1951 vernichtete ein Großfeuer einen ganzen Stadtteil. Am 27. Oktober 1952 erschütterte ein Erdbeben den Ort und hinterließ katastrophale Verwüstungen.
Nach dem verheerenden Erdbeben in Haiti 2010, das sein Epizentrum in Léogâne bei Port-au-Prince hatte, kamen mehrere Tausend Obdachlose als Flüchtlinge nach Anse-à-Veau. Eine der internationalen Hilfsmaßnahmen vor Ort bestand in der Entsendung des britischen Marinehilfsschiffs RFA Largs Bay, von dem aus Versorgungsgüter angelandet wurden.

## Gliederung
Die Gemeinde gliedert sich in drei sections communales:
1. Baconnois-Grand-Fond (mit dem Ortsteil Baconnois),
2. Grande-Rivière-Joly und
3. Sault-du-Baril (mit dem Ortsteil Baril)

## Wirtschaft
Die lokale Wirtschaft basiert auf dem Anbau von Kaffee, Zuckerrohr, Limetten, Orangen und Baumwolle. Vom Strand aus wird der Fang von Fischen und Hummern betrieben.

## Tourismus

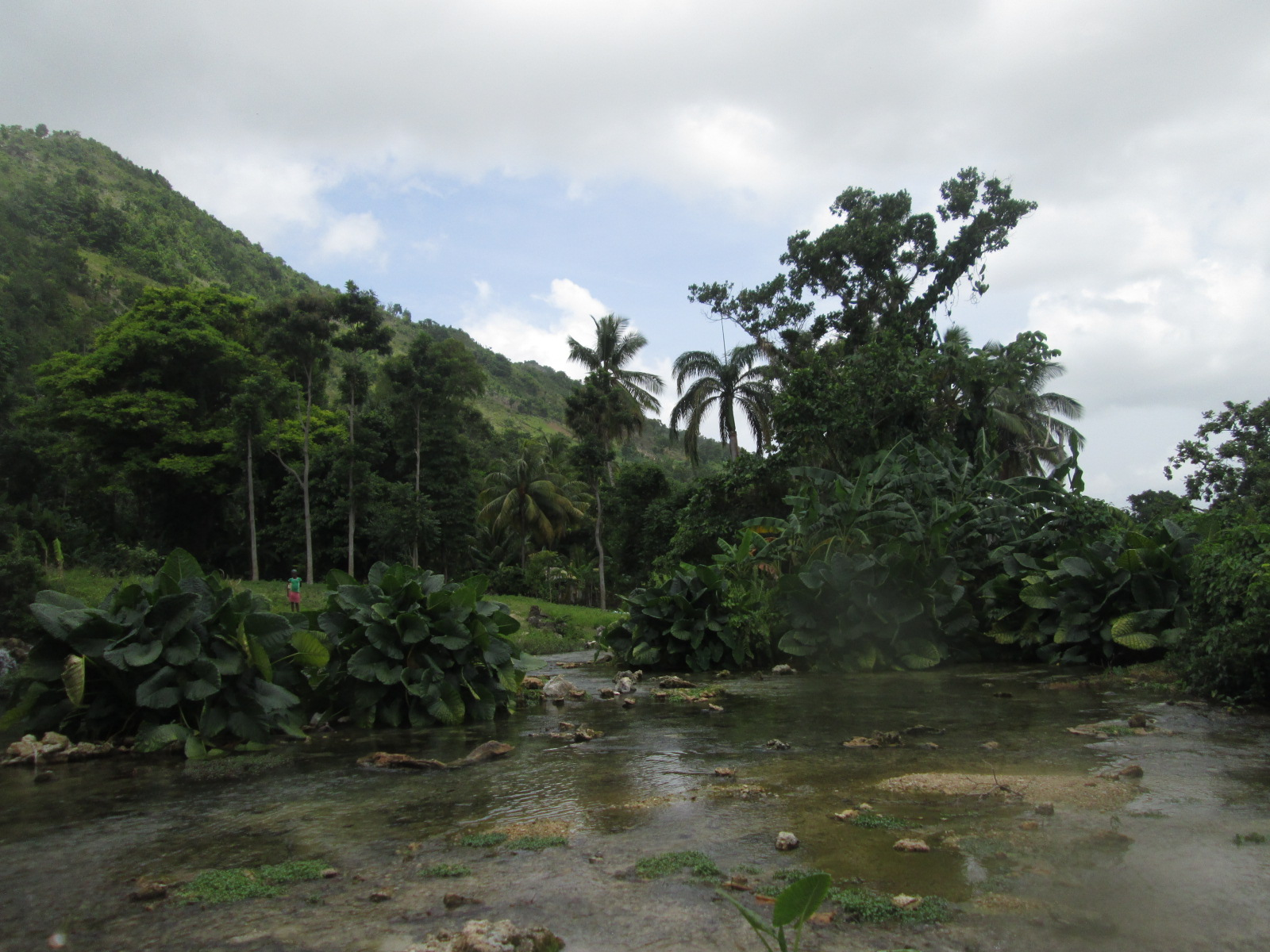
St. Yves, Sault-du-Baril

An der Mündung des Flusses Brossard gelegen ist Anse-à-Veau über die Kreisstraße 21 (Route Departemental) zu erreichen. Sehenswürdigkeiten sind die historischen militärischen Anlagen Fort Saint-Laurent (1820) und Fort Sainte-Anne, ferner die Kathedrale Sainte-Anne, die 1740 erbaut wurde. Die Wasserfälle von Sault du Baril finden ebenso Interesse wie die Quelle St. Yves.

## Persönlichkeiten
- Étienne Gérin (1757–1810), General und Politiker, gestorben in Anse-à-Veau
- Fabre Geffrard, geboren 1806 in Anse-à-Veau, President Haïtis von 1859 bis 1867
- Philippe Sudre Dartiguenave, geboren am 6. April 1862 in Anse-à-Veau, Präsident Haitis von 1915 bis 1922
- Laurent Casimir, geboren am 8. Mai 1928 in Anse-à-Veau, Maler
- Fred Edson Lafortune, geboren am 31. Juli 1982 in Anse à Veau, Dichter und Schriftsteller[2]